# Муц Орест Павлович
О́рест Па́влович Му́ц (нар. 26 лютого 1959, с. Кровинка Теребовлянського району Тернопільської області) — член Партії регіонів (2006—2011), економіст, журналіст, громадський діяч. Член НСЖУ (2001).  Народний депутат України V—VI скликання (фракція Партії регіонів).

## Життєпис
Закінчив Тернопільський кооперативний технікум (1983), Тернопільську академію народного господарства (1995, нині - Західноукраїнський національний університет), Київський національний університет внутрішніх справ за спеціальністю «правознавство» (2010, нині Національна академія внутрішніх справ).
У квітні 2002 — квітні 2006 років — депутат Тернопільської обласної ради від міста Тернополя.
У 2006—2007 роках — народний депутат України V скликання, член фракції Партії регіонів.
У березні 2009 — ? — депутат Тернопільської обласної ради шостого скликання, голова фракції Партії регіонів в обласній раді.
У квітні 2010 — ? — народний депутат України VI скликання, член фракції Партії регіонів.
Шеф-редактор і засновник обласного громадсько-політичного тижневика «Репортер» (2001—2006 рр).
Майстер спорту з греко-римської боротьби (1982).[джерело?]
Створив, очолював ряд господарсько-підприємницьких структур.[джерело?]